# DJ Madman
DJ Madman, pseudoniem van Patrick Daams (Arnhem, 16 november 1971), is een Nederlandse rapper.
Madman is voornamelijk bekend van zijn hit Meisje (Zo lelijk als de nacht). Deze bereikte de nummer 2-positie van de Nederlandse Top 40. Hij werkte samen met producers Riny Schreijenberg en Emile Hartkamp.

## Discografie

### Albums
| Album met eventuele hitnotering(en) in de Nederlandse Album Top 100 | Datum van verschijnen | Datum van binnenkomst | Hoogste positie | Aantal weken | Opmerkingen |
| ------------------------------------------------------------------- | --------------------- | --------------------- | --------------- | ------------ | ----------- |
| CeeDeetje                                                           | 1997                  | 20-09-1997            | 25              | 3            |             |

### Singles
| Jaar | Single                                       |
| ---- | -------------------------------------------- |
| 1997 | Meisje (Zo lelijk als de nacht)              |
| 1997 | Trouw met mij (Wil je ruzie met je familie?) |
| 1998 | Zomerzon                                     |
| 2000 | Sex in de bus                                |